# PDF/UA
PDF/UA (pour PDF/Universal Accessibility, ou accessibilité universelle des PDF), officiellement la norme ISO 14289, est une norme de l'Organisation internationale de normalisation (ISO) pour rendre les documents PDF accessibles. Il s'agit d'une spécification technique destinée aux développeurs de logiciels de création et de traitement de PDF, définissant les exigences d’accessibilité pour les documents et applications PDF.
Pour les utilisateurs disposant de logiciels adaptés, la conformité à PDF/UA garantit l'accessibilité pour les personnes en situation de handicap utilisant des technologies d’assistance telles que les lecteurs d'écran, les loupes d’écran, les joysticks ou autres dispositifs d'accès au contenu numérique.
Le 18 février 2015, le US Access Board a annoncé une proposition de règlement pour la politique d'accessibilité numérique des administrations américaines (Section 508), reconnaissant PDF/UA comme équivalent aux WCAG 2.0 pour les contenus appropriés.

## Historique
Le projet PDF/UA a débuté en 2004 sous l’égide du comité de normalisation de l’AIIM. Le wiki PDF/UA, géré par AIIM, contient des ordres du jour, des comptes rendus de réunion et des documents publics liés au développement de la norme.
Présidé depuis 2005 par Duff Johnson, le comité PDF/UA de l'AIIM est devenu en 2009 le comité américain pour l’ISO/AWI 14289 (Accepted Work Item), avec Cherie Ekholm de Microsoft en tant que cheffe de projet internationale.
Le comité américain a dirigé le développement de la norme durant les phases WD, CD, DIS et FDIS du processus ISO, avec les contributions des membres de l’ISO TC 171.
La norme ISO 14289-1:2012 (PDF/UA) a été publiée en juillet 2012. Une mise à jour mineure, ISO 14289-1:2014, a été publiée en décembre 2014. Elle est disponible sur la boutique en ligne de l’ISO.
En octobre 2012, la Bibliothèque du Congrès des États-Unis a ajouté PDF/UA à sa liste de formats archivable. Cette dernière indique que PDF/UA est « un format préféré pour les contenus paginés ».
Adobe Systems, principal éditeur de logiciels PDF interactifs, a annoncé son intention de prendre en charge la norme PDF/UA.
En décembre 2014, l’ISO a publié ISO 14289-1:2014, une révision mineure du document de 2012.
En mars 2016, l’AIIM et l’ANSI ont publié PDF/UA comme norme nationale américaine.
Le comité AIIM a publié les documents suivants à l'appui de PDF/UA :
- Atteindre WCAG 2.0 avec PDF/UA[9]
- Guide technique de mise en œuvre : comprendre ISO 14289-1 (PDF/UA-1)[10]
- Guide technique de mise en œuvre : comprendre ISO 32000-1 (PDF 1.7)[11]

## Description
PDF/UA n’est pas un nouveau format de fichier, mais une manière spécifique d’utiliser le format PDF, développé à l’origine par Adobe Systems et désormais normalisé sous la norme ISO 32000.
En général, PDF/UA nécessite l’usage de PDF balisé (ISO 32000-1, section 14.8), avec des exigences qualitatives supplémentaires, notamment sur la sémantique correcte des balises utilisées,.
PDF/UA complète les WCAG 2.0, et permet de produire des documents PDF conformes aux normes d’accessibilité WCAG 2.0,.
La mise à jour de 2014 est la première norme ISO entièrement accessible publiée ; le fichier PDF diffusé par l’ISO est lui-même conforme à PDF/UA.
Le nom complet de la norme est : « ISO 14289-1, Applications de gestion documentaire – Format de fichier électronique pour l’accessibilité – Partie 1 : Utilisation de la norme ISO 32000-1 (PDF/UA-1) ».